# 日本経済広告社
株式会社日本経済広告社（にほんけいざいこうこくしゃ）は、日本の大手広告代理店。1947年創業の老舗。ADEXの通称でも知られる。

## 株主
日本経済新聞社は日本経済広告社の株式の2.99%、日本経済広告社も日本経済新聞社の株式を約1万株保有している。
同系列で同業かつ社名が紛らわしいため、日本経済広告社は「ADEX」、日本経済社は「にっけいしゃ」という通称で呼ばれることが多い。

## グループ会社
- 日経エージェンシー
- 日経産業広告社
- 日経広告製版
- アデックスデザインセンター
- ITコミュニケーションズ